# Il Divin Codino
Il Divin Codino è un film biografico del 2021 diretto da Letizia Lamartire e incentrato sulla vita del calciatore Roberto Baggio.

## Trama
Roberto Baggio è una giovane promessa del calcio che sogna di vincere il Mondiale con la maglia della nazionale italiana in una finale contro il Brasile, come promesso al padre durante la finale del 1970 a soli tre anni, disputata proprio fra le due selezioni. I suoi sforzi vengono finalmente premiati nel 1985, quando viene ingaggiato dalla Fiorentina, che lo prende dall'L.R. Vicenza per la cifra di 2,7 miliardi di lire, sebbene la notizia non venga accolta con particolare entusiasmo dal severo genitore. Durante l'ultima partita del campionato di Serie C, giocata in casa del Rimini, Roberto subisce un gravissimo infortunio al legamento crociato anteriore, che rischia di comprometterne la carriera, ma nonostante tutto la società viola decide ugualmente di ingaggiarlo: tra lo sconforto iniziale trova comunque la forza di reagire grazie ai propri genitori e alla sua fidanzata Andreina; tuttavia, la lontananza dagli affetti lo precipita in una profonda crisi interiore, che riuscirà a risolvere grazie al suo incontro con la fede buddista, alla quale si avvicina su consiglio di un amico, titolare di un negozio di dischi e batterista in un bar.
Finalmente, Roberto ritrova fiducia in sé ed ottiene la sua prima storica convocazione in nazionale maggiore, e qualche anno dopo diventa la stella della selezione azzurra per il Mondiale del 1994. Il suo rapporto con il CT Arrigo Sacchi è però complicato, per via dello scarso rendimento della squadra nella fase a gironi del torneo, in cui l'Italia perde a sorpresa la gara d'esordio con l'Irlanda (1-0), sconfigge di misura la Norvegia e raccoglie un deludente pareggio con il Messico (1-1). Nella fase ad eliminazione diretta, Roberto riuscirà poi a sbloccarsi, segnando una doppietta contro la Nigeria agli ottavi (2-1), un gol contro la Spagna ai quarti e due contro la Bulgaria in semifinale, anch'esse battute 2-1, ma in quest'ultimo incontro si infortuna lievemente. L'allenatore deciderà comunque di puntare su Roberto che, fatalmente, perderà la finale proprio contro il Brasile sbagliando l'ultimo tiro di rigore. L'errore tormenterà a lungo Roberto, fino a giungere nel 2000, dove rimane senza squadra, con la fama di essere un giocatore ingestibile e ormai sul viale del tramonto. Baggio, però, sogna di partecipare all'ultimo Mondiale della sua vita, che si terrà nel 2002 in Corea del Sud e Giappone.
Quando nessuno sembra credere più in lui, se non squadre straniere, Baggio riceve la chiamata del Presidente del Brescia, Gino Corioni, e del suo allenatore, Carlo Mazzone. Roberto sembra, quindi, poter raggiungere il suo ultimo sogno, memore della promessa fatta da bambino a suo padre. L'inizio della stagione 2001-2002 è positivo e Roberto incontra il nuovo C.T. azzurro, Giovanni Trapattoni, il quale gli promette di tenerlo in considerazione se alla fine del campionato si troverà in forma. L'ennesimo infortunio getta Baggio nello sconforto, ma grazie al sostegno della famiglia e dell'amico-procuratore Vittorio, rinuncia al proposito di ritirarsi e torna in campo dopo soli settantasette giorni dal terribile incidente sul campo. Nonostante gli sforzi, Roberto viene escluso dalla rosa dei convocati per il mondiale. Non gli resterà altro che trovare rifugio nell'affetto della famiglia e degli amici, nonché nell'amore dei tifosi che lo ha accompagnato per tutta la carriera.

## Promozione e distribuzione
Il trailer del film è stato distribuito il 2 marzo 2021. La pubblicazione del film è stata annunciata per il 26 maggio 2021 in streaming sulla piattaforma Netflix Italia.
Il 18 ottobre 2022 il film è stato trasmesso in prima tv su Canale 5.

## Curiosità
In un'intervista, Martufello ha raccontato che inizialmente si sarebbe dovuta girare anche la scena della famosa corsa di Mazzone sotto la curva durante la partita Brescia-Atalanta 3-3 del 30 settembre 2001, ma a causa delle restrizioni dovute alla pandemia di COVID-19 non fu possibile realizzarla, poiché in alcune riprese dovevano apparire i tifosi vicini tra loro.